# Сауд од Саудијске Арабије
Сауд од Саудијске Арабије (арап. سعود بن عبد العزيز ال سعود; Сауд ибн Абд ел-Азиз ел-Сауд * 15. јануара 1902. у Кувајту; † 23. фебруар 1969. у Атини, Грчка) потомак је из династије Сауд и био је други краљ Саудијске Арабије од 1953. до 1964. године.

## Биографија
Принц Сауд је рођен 15. јануара 1902. године у граду Кувајт. Други син Абдулазиза ибн Сауда, рођен је у кући свог деде Абдул Рахман ибн Фајсала. Живели су у градској четврти Сикат Иназа где је породица боравила након изгнанства из Ријада. Када је његов отац освојио Ријад 1902. Сауд га је пратио са мајком и браћом. Његова мајка била је принцеза Вадха ибн Мухамед ел-Ураимир из племена Бани Халид. Саудова биолошка браћа звали су се принц Турки I, принц Фахд I и принц Абдул Саламан, сви су умрли у младости. После смрти његовог старијег брата принца Туркиа I 1919. године, он је био најстарији преживели син свог оца. Сауд је учествовао у бројним очевим аудијенцијама и тако научио директан контакт између владара и његових поданика.
Током своје младости, Сауд је такође био приморан да живи са бедуини. Његов отац је то захтевао од сваког од својих синова, како би разумели једноставан начин живота бедуина, њихову културу, историју и менталитет и тако живели. Осим тога, краљеви синови су морали да устану два сата пре зоре, да иду боси и да јашу коња и камилу без седла.

### Престолонаследник
Убрзо након стварања Саудијске Арабије, Сауд је именован за престолонаследника. Заступао је свог оца са полубратом принцом Мухамедом у Лондону на крунисању Џорџа VI и његове супруге Елизабете 1937. године.
Краљ Ибн Сауд је именовао принца Сауда за престолонаследника у Меки 10. маја 1933. године. За људе који су свесни традиције, ово је била грешка јер је прекршена стара бедуинска традиције. Емирима и шеицима пустињских племена никада није било дозвољено да сами бирају своје наследнике: најискуснији и најстарији људи су увек имали пресудну реч. Поред тога, бедуински обичај је захтевао да се избор изврши непосредно пре смрти владара. Ибн Сауд је, међутим, изабрао свог наследника 20 година пре своје смрти како би спречио колапс своје новостворене империје због породичних свађа. Међутим, тада је био свестан да крши традицију, јер је изричито желео да именује другог престолонаследника, принца Фајсала.
Краљ Ибн Сауд је формално успоставио Савет министара у октобру 1953, којим је именовао престолонаследника за председавајућег. Истовремено, Сауда је његов отац именовао за врховног команданта оружаних снага. Краљ је предузео овај корак као одговор на све већи притисак својих синова, посебно престолонаследника Сауда и принца Фејсала, за модеран систем власти у краљевини Саудијске Арабије.
Краљ Абд ал-Азиз ибн Сауд умро је 9. новембра 1953. године. У погледу свог имања, он је одредио да његови синови треба да поштују различите материнске везе, да се никада не окрећу једни против других, и да истовремено поштују ислам и вехабијска учења. Краљевину треба увести у модерно доба без уништавања традиционалних вредности.

## Краљ Саудијске Арабије
Сауд је наследио свог оца Абдулазиза ибн Сауда на месту краља 9. новембра 1953. након његове смрти. Сео је на трон у политичкој клими која се веома разликовала од времена када је његов отац Абдулазиз успоставио своје краљевство. Током његове владавине један од главних саветника краља Сауда био је Абдулазиз ел Муамер.

### Национална политика
Краљ Сауд је најавио новом савету министара у свом првом говору као краљ, да, иако је владавина његовог оца била позната по војним освајањима, намеравао је да његова владавина буде „рат против сиромаштва, незнања и болести уз праведну примену светих шеријатских закона свима без изузетка и стварање јаке војске“.
Да би се адекватно носио са одговорностима овог изазова и реално олакшао имплементацију свог програма, у почетку је удвостручио број министарстава на десет додајући портфеље образовања, пољопривреде, здравства, трговине и индустрије, плус два директората: Рад и радиодифузију и биро за јавни увид 1955. постојећим министарствима иностраних послова, финансија, унутрашњих послова, одбране и комуникација. 1953. године, већ је донета одлука да се министарства, која су се тада налазила у Џеди, преселе у Ријад, званичну престоницу земље. Ово је захтевало изградњу одговарајућих нових зграда и обезбеђивање адекватног смештаја за запослене. Ово је била почетна тачка за модернизацију и развој Ријада. Саудов полубрат и престолонаследник, Фајсал од Саудијске Арабије, именован је за премијера док је задржао свој бивши портфељ министра спољних послова. Започет је петогодишњи план, као што је поменуто у првом говору краља Сауда 1954. године. Исте године је краљ Сауд основао Жалбени одбор који је био припојен Савету министара који је постао независно тело 1955. године. На челу одбора био је Рахман ел Сауд, ујак краља Сауда.
Краљ Сауд је потписао споразум са грчким бизнисменом Аристотелом Оназисом о оснивању државне компаније за поморске танкере у јануару 1954. године. С обзиром на то да споразум није био у корист америчких интереса, убрзо је раскинут као резултат иностраних притисака.
Основао је и Универзитет краља Сауда у Ријаду 1957. године. Појаснио је дужности и одговорности министра у мају 1958. године. Изјавио је 1960. године, да ће школе бити основане и за образовање девојчица у верским питањима, укључујући Куран, веру и фикх, као и у другим наукама које би биле прихватљиви у исламској традицији, као што је управљање кућама, васпитање и дисциплиновање деце. Сауд је Бедуинима дао безброј златних сатова како би осигурао њихову лојалност. Након што је кључне административне функције предао сопственим синовима, међу његовом браћом су се појавили страхови да ће саудијски закон о сукцесији бити оспорен и да ће им бити одузета права на престо.

### Спољна политика
Краљ Сауд је играо важну улогу на регионалној, арапској, исламској и међународној политичкој позорници. Своје турнеје широм света започео је након што је завршио турнеју по регионима своје земље. Посетио је арапске и пријатељске земље у стратешке и политичке сврхе. Своју турнеју је започео 1954. године, у Египту, а затим у Кувајту, Бахреину, Јордану, Јемену и Пакистану. Краљ Сауд је веровао у политику несврстаности између Сједињених Држава и Совјетског Савеза, о чему је детаљно разговарао са премијером Џавахарлалом Нехруом током званичне посете Индији. Такође је настојао да регион задржи од коалиција и блокова који су служили само страним интересима и због тога је одбио да се придружи Багдадском пакту. Упркос притисцима са Запада, одобрио је на састанку са председником Гамалом Абделом Насером и сиријским председником Шукријем у марту 1956. године, да су дали заједничку изјаву у вези са њиховим разумевањем безбедносних и одбрамбених питања, што се поклопило са другим споразумима у области финансија, економије и развоја.

## Борба са Фајсалом
Непосредно након смрти Ибн Сауда, избила је жестока борба између његова два најстарија преживела сина, Сауда и Фајсала. Повећање прихода од нафте није решило финансијски проблем повезан са дугом Саудијске Арабије, за који се процењивало да је 1953. године, износио 200 милиона долара. У ствари, овај дуг се више него удвостручио до 1958. године, када је достигао 450 милиона долара.  Сауд и Фајсал су водили унутрашњу битку око дефинисања политичких одговорности и поделе владиних функција. Сауд је био приморан да пренесе већину својих извршних овлашћења на Фајсала 1958. године. Сауд је често био повезиван између осталог са пљачком прихода од нафте, луксузним палатама и завером унутар и изван Саудијске Арабије, док је Фајсал био повезан са трезвеношћу, побожношћу, пуританизмом, штедљивошћу и модернизацијом. Битка између два брата водила се око улоге која ће бити додељена Савету министара. Сауд је краљевским декретом укинуо функцију премијера, чиме је наметнуо своју позицију краља и де факто премијера. Сауд је себе сматрао и краљем и премијером, док је Фајсал замишљао да више овлашћења буде у његовим рукама као престолонаследник и заменик премијера.

### Принудна абдикација
Чланови породице краља Сауда били су забринути због Саудове расипности и његове неспособности да се суочи са изазовом Насеровог Египта. Корупција и заосталост ослабили су режим. Антисаудијско емитовање Радио Каира наилазило је на пријемчиву публику. Краљ Сауд и принц Фајсал наставили су своју борбу за власт све до 1962. године када је принц Фајсал формирао кабинет у одсуству краља, који је отишао у иностранство на лечење. Принц Фајсал се удружио са принцом Фахдом и принцом Султаном. Нова влада принца Фајсала искључила је Саудове синове из власти. Обећао је реформу у десет тачака која је укључивала израду основног закона, укидање ропства и оснивање судског већа.
По повратку са лечења, краљ Сауд је одбио нови аранжман принца Фајсала и запретио да ће мобилисати краљевску гарду против свог брата. Као одговор, принц Фајсал је захтевао од краља Сауда да га постави за регента и да му преда сва краљевска овлашћења. У томе је имао кључну подршку улеме (елитних исламских учењака), укључујући фетву (едикт) коју је издао велики муфтија Саудијске Арабије, рођак принца Фајсала по мајчиној линији, позивајући краља Сауда да прихвати захтеве његовог брата.
Краљ Сауд је то одбио, што је навело Фајсала да нареди Националној гарди да опколи Саудову палату. У марту 1964. године. Сауд је коначно попустио и именовао Фајсала за регента са пуним извршним овлашћењима, чиме се заправо свео на фигуру. У новембру су улема, кабинет и виши чланови владајуће породице приморали Сауда да потпуно абдицира, а Фајсал је постао краљ сам по себи. У исто време принц Мухамед ел Сауд је послат у палату краља Сауда да захтева оданост изабраном краљу Фајсалу од њега и његових синова. На Радио Меки је објављено званично саопштење 28. новембра 1964. године да је 11 Саудових синова изјавило верност краљу Фајсалу. Краљ Сауд је 6. јануара 1965. године, отишао у палату са својим стрицем Абдулахом ибн Абдул Рахманом да изјави своју оданост краљу Фајсалу.

## Смрт и сахрана
Краљ Сауд је умро у 67. години 23. фебруара 1969. године, у Атини након што је доживео срчани удар. Два дана пре смрти, осећао се болесно и замолио је свог доктора Филнгера из Аустрије да га прегледа. Међутим, његов лекар је стигао након што је умро. Ујутро тог дана, Сауд је са својом ћерком Ножахом прошетао плажом, у близини хотела у којем је некада живео (Хотел Кавоури). Његово тело је однето у Меку, затим у Ријад, а сахрана је одржана у Великој џамији у Меки. Сахрањен је поред гробова свог оца и деде на гробљу Ал Оуд у Ријаду.